# Periclimenes commensalis
Periclimenes commensalis är en kräftdjursart som beskrevs av Lancelot Alexander Borradaile 1915. Periclimenes commensalis ingår i släktet Periclimenes och familjen Palaemonidae. Inga underarter finns listade i Catalogue of Life.